# Patinação artística nos Jogos Olímpicos de Inverno de 1960 - Individual masculino
A competição individual masculina da patinação artística nos Jogos Olímpicos de Inverno de 1960 foi disputado entre 19 patinadores.

## Medalhistas
| Ouro   | USA David Jenkins  |
| Prata  | TCH Karol Divín    |
| Bronze | CAN Donald Jackson |

## Resultados
| #                 | Nome                  | País                   | PC | PL | Pontos | Pos. |
| ----------------- | --------------------- | ---------------------- | -- | -- | ------ | ---- |
| Medalha de ouro   | David Jenkins         | USA Estados Unidos     | 2  | 1  | 1440.2 | 10   |
| Medalha de prata  | Karol Divín           | TCH Checoslováquia     | 1  | 5  | 1414.3 | 22   |
| Medalha de bronze | Donald Jackson        | CAN Canadá             | 4  | 2  | 1401.0 | 31   |
| 4                 | Alain Giletti         | FRA França             | 3  | 3  | 1399.2 | 31   |
| 5                 | Tim Brown             | USA Estados Unidos     | 5  | 4  | 1374.1 | 43   |
| 6                 | Alain Calmat          | FRA França             | 8  | 6  | 1340.3 | 54   |
| 7                 | Robert Brewer         | USA Estados Unidos     | 7  | 8  | 1320.3 | 66   |
| 8                 | Manfred Schnelldorfer | EUA Equipe Alemã Unida | 9  | 9  | 1303.3 | 75   |
| 9                 | Tilo Gutzeit          | EUA Equipe Alemã Unida | 10 | 10 | 1274.0 | 86   |
| 10                | Donald McPherson      | CAN Canadá             | 13 | 7  | 1279.7 | 83   |
| 11                | Hubert Köpfler        | AUT Áustria            | 12 | 14 | 1217.0 | 114  |
| 12                | Robin Jones           | GBR Grã-Bretanha       | 15 | 12 | 1220.4 | 113  |
| 13                | Peter Jonas           | AUT Áustria            | 14 | 15 | 1213.2 | 115  |
| 14                | Nobuo Sato            | JPN Japão              | 11 | 17 | 1206.8 | 120  |
| 15                | David Clements        | GBR Grã-Bretanha       | 16 | 13 | 1174.7 | 135  |
| 16                | Bodo Bockenauer       | EUA Equipe Alemã Unida | 17 | 16 | 1161.2 | 137  |
| 17                | Tim Spencer           | AUS Austrália          | 18 | 11 | 1171.2 | 142  |
| 18                | William Cherrell      | AUS Austrália          | 19 | 18 | 1042.2 | 162  |
| WD                | Norbert Felsinger     | AUT Áustria            | 6  |    |        |      |

Legenda
| Recorde mundial      | Recorde mundial (World record)               |                       | Recorde africano                      | Recorde africano (African) |                                           | Q | Classificado por posição (Qualified) |
| Recorde olímpico     | Recorde olímpico (Olympic record)            | Recorde da América    | Recorde da América (Americas)         | q                          | Classificado por melhor tempo (Qualified) |   |                                      |
| Melhor marca do ano  | Melhor marca do ano (World leading)          | Recorde asiático      | Recorde asiático (Asian)              | DNS                        | Não largou (Did not start)                |   |                                      |
| Recorde nacional     | Recorde nacional (National record)           | Recorde europeu       | Recorde europeu (European)            | DNF                        | Não terminou (Did not finish)             |   |                                      |
| Recorde pessoal      | Recorde pessoal do atleta (Personal best)    | Recorde da Oceania    | Recorde da Oceania (Oceania)          | DSQ / DQ                   | Desclassificado (Disqualified)            |   |                                      |
| Recorde da temporada | Recorde da temporada do atleta (Season best) | Recorde sul-americano | Recorde sul-americano (South America) | NM                         | Sem marca (No mark)                       |   |                                      |